# دلتنگی باشکوه: قدم زدن روی ماه به صورت سه بعدی
دلتنگی باشکوه: قدم زدن روی ماه به صورت سه بعدی (انگلیسی: Magnificent Desolation: Walking on the Moon 3D) یک فیلم در ژانر مستند است که در سال ۲۰۰۵ منتشر شد.